# Claudio Chiappucci
Claudio Chiappucci (Uboldo, 28 febbraio 1963) è un ex ciclista su strada e ciclocrossista italiano.
Professionista dal 1985 al 1998, vinse classiche come una Milano-Sanremo e una Classica di San Sebastián, e corse a tappe come un Giro del Trentino, due Giri del Piemonte e una Volta Ciclista a Catalunya, oltre a tre tappe al Tour de France e una al Giro d'Italia; conta inoltre tre podi nelle classifiche finali della Grande Boucle e della Corsa Rosa.
Era noto come El Diablo per via del suo stile di corsa, sempre propenso all'attacco: il soprannome nacque in lingua spagnola grazie a dei tifosi colombiani, durante una gara in cui Chiappucci era stato capace di scalare le montagne a loro care.

## Carriera

### Ciclista

#### Gli esordi e l'exploital Tour 1990
Da dilettante Chiappucci vinse il campionato italiano di seconda categoria nel 1982 e altre corse importanti come il Trofeo Pigoni e Miele, il Trofeo la Comiada, la Settimana della Brianza e le classifiche generale e dei GPM al Giro della Regione Friuli Venezia Giulia. Passò quindi professionista nel 1985 con la Carrera-Inoxpran di Davide Boifava, dove fu apprezzato gregario al servizio di Roberto Visentini, Stephen Roche e Guido Bontempi; i primi successi da pro arrivarono solo al quinto anno, nel 1989, quando si aggiudicò la Coppa Placci e il Giro del Piemonte.
Nel 1990, dopo aver vinto la classifica GPM al Giro d'Italia, Chiappucci balzò agli onori della cronaca durante il Tour de France: al secondo giorno di gara, insieme a Steve Bauer, Frans Maassen e Ronan Pensec, andò infatti in fuga e giunse al traguardo con ben 10'35" di vantaggio sul gruppo con tutti i principali favoriti al successo finale. Dopo le tappe pianeggianti, sulle Alpi si staccarono prima Maassen e la maglia gialla Bauer, e poi anche Pensec (diventato nuovo leader dopo il crollo di Bauer): dei quattro soltanto Chiappucci rimase ai vertici.
Il lombardo poté così vestire la maglia gialla per otto tappe, dalla tredicesima fino alla ventesima e penultima frazione, anche se il margine sui big andò riducendosi progressivamente. Il 21 luglio 1990, tappa numero 20, si correva una cronometro di 45,5 a Lac de Vassivière; Chiappucci partiva con soli 5" di vantaggio su Greg LeMond, ma, stante la minore abilità nelle prove contro il tempo rispetto allo statunitense, non riuscì a difenderli, perdendo anzi 2'21" dal rivale. Concluse il Tour al secondo posto in classifica generale, primo italiano a salire sul podio della Grande Boucle dal 1972, quando Felice Gimondi era stato secondo dietro a Eddy Merckx. Nel prosieguo di stagione ottenne il terzo posto al Campionato di Zurigo.

#### 1991-1993: la Sanremo e i podi al Giro e al Tour

Da sinistra: Chiappucci, in maglia verde, sul podio del Giro d'Italia 1992 insieme al vincitore Miguel Indurain.

Nel 1991 conquistò la Milano-Sanremo, unica classica "monumento" da lui vinta (tra le classiche non-monumento, trionfò invece a Classica di San Sebastián nel 1993). Chiappucci attaccò da lontano, sulla discesa del Turchino, insieme al compagno di squadra Guido Bontempi; quando il gruppo sembrava essere in procinto di rientrare, sul Capo Mele il varesino rilanciò l'azione: riuscirono a seguirlo Charly Mottet, Jelle Nijdam e Rolf Sørensen, poi sul Capo Berta il solo Sørensen. Chiappucci staccò il danese a due chilometri dalla cima del Poggio, incrementò il vantaggio in discesa e andò a vincere con 45" su Sørensen e 57" sul gruppo. A seguire vinse anche la Vuelta al País Vasco e fu terzo alla Freccia Vallone, mentre in giugno chiuse secondo (battuto da Franco Chioccioli) al Giro d'Italia, aggiudicandosi comunque la maglia a ciclamino della classifica a punti. Dopo il terzo posto al campionato italiano su strada, in luglio al Tour de France fece quindi sue la tappa di Val Louron, la classifica scalatori e il premio della combattività, piazzandosi terzo nella generale alle spalle di Miguel Indurain e Gianni Bugno.
Nel 1992, dopo il successo al Giro del Trentino, Chiappucci fu ancora secondo al Giro d'Italia, questa volta superato da Indurain. A seguire partecipò al Tour de France, raggiungendo il podio per la terza volta consecutiva: fu anche in tale occasione secondo, nuovamente alle spalle di Indurain, e ancora si aggiudicò la classifica scalatori e il premio della combattività. Memorabile per lui in quella Grande Boucle fu comunque la tappa del 18 luglio 1992, da Saint-Gervais-les-Bains al Sestriere, che in parte ricalcava il percorso della frazione vinta da Fausto Coppi il 6 luglio 1952: quel giorno Chiappucci attaccò dopo la prima ascesa, il Saisies, restando in fuga per circa sei ore nei successivi 200 chilometri, staccando sia Indurain sia Bugno e andando a vincere quella tappa, scrivendo «una delle più grandi imprese del ciclismo». Ciò nonostante la maglia gialla rimase a Indurain, che poi vinse il suo secondo Tour de France. Nella parte conclusiva della stagione Chiappucci mise a referto due secondi posti in classiche di Coppa del mondo, alla Clásica San Sebastián, preceduto da Raúl Alcalá, e al Giro di Lombardia, dietro a Tony Rominger.

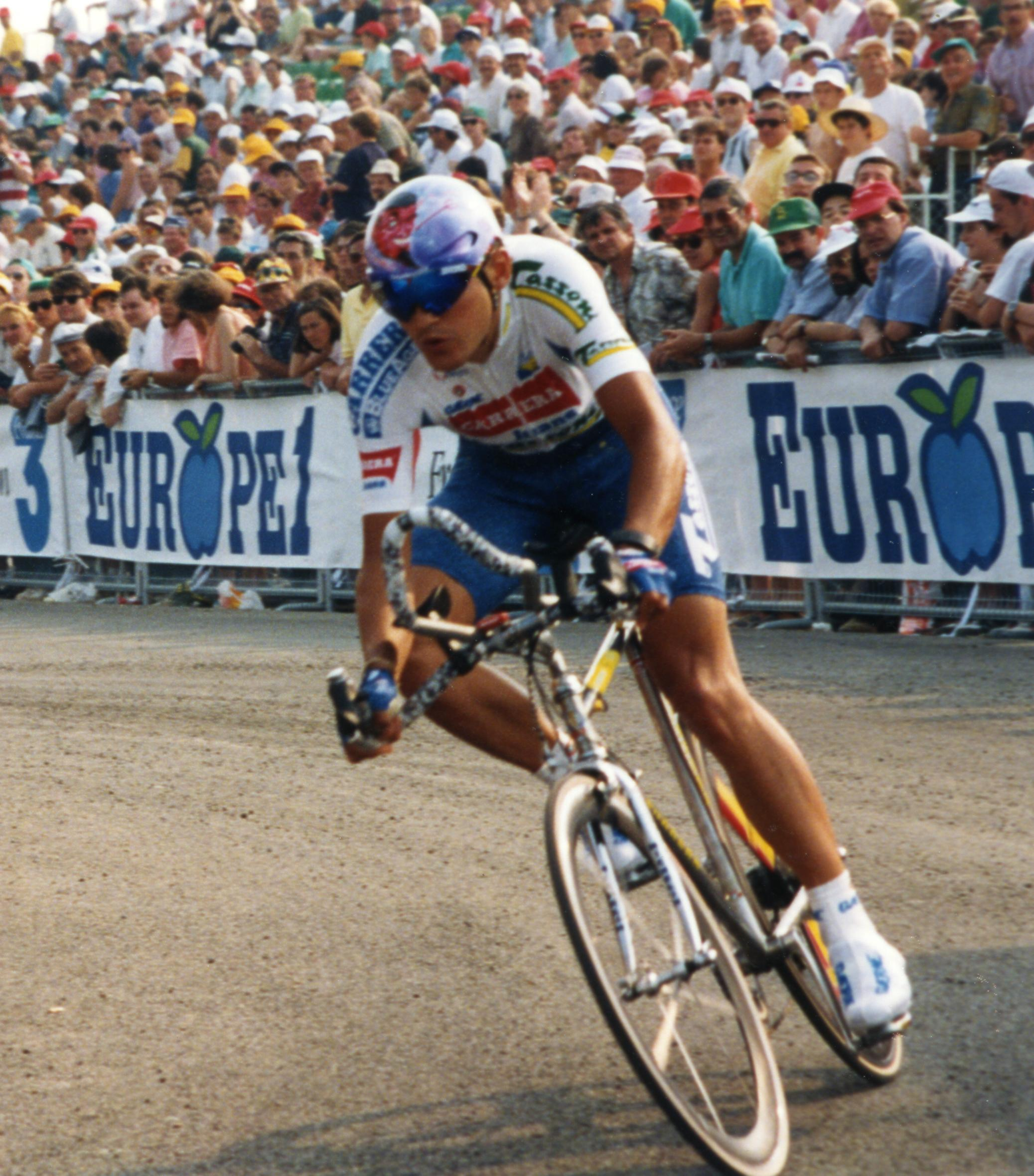
Chiappucci in maglia Carrera al Tour de France 1993

Nella primavera del 1993 il varesino fu terzo alla Freccia Vallone, e poi secondo al Tour de Romandie e al Giro del Trentino. Al Giro d'Italia si classificò terzo, riuscendo tuttavia a fare sua la tappa di Corvara in Badia e la maglia verde della classifica GPM; al Tour de France, invece, pur vincendo la frazione di Pau, dovette accontentarsi del sesto posto finale in quanto nella prima tappa in salita ebbe una crisi che gli fece perdere 8 minuti dai primi. Dopo quel Tour si aggiudicò la Clásica San Sebastián, importante prova di Coppa del mondo, battendo allo sprint il compagno di fuga Gianni Faresin.

#### 1994-1998: l'argento mondiale e le ultime stagioni
Nel 1994, dopo il quarto posto alla Liegi-Bastogne-Liegi, Chiappucci partecipò nuovamente al Giro d'Italia, ma per la prima volta dopo tre anni rimase giù dal podio, quinto e alle spalle del giovane compagno di squadra Marco Pantani (secondo). Giunse quinto in classifica generale per via di un ritardo accumulato nella tappa con arrivo a Campitello Matese. Al Tour de France invece si ritirò, dopo una forte congestione nella tappa con arrivo ad Hautacam, dove tra rigetti e fermate tagliò stoicamente il traguardo con 24 minuti di ritardo. A fine agosto partecipò ai campionati del mondo di Agrigento, ritrovandosi capitano in corsa della Nazionale a causa delle défaillance delle altre punte Gianluca Bortolami, Giorgio Furlan e Maurizio Fondriest; rimasto nel gruppetto dei migliori all'ultimo giro, pur essendo in forma Chiappucci si fece sorprendere dallo scatto solitario sull'ultima salita di Luc Leblanc. Il francese si involò verso la maglia iridata, il varesino dovette invece accontentarsi della medaglia d'argento, confermando la nomea di "eterno secondo". Chiuse la stagione al Giro di Lombardia ancora una volta secondo, battuto dal giovane russo Vladislav Bobrik.
Nel 1995 si classificò quarto al Giro delle Fiandre, quarto anche al Giro d'Italia e poi undicesimo al Tour de France. In ottobre ottenne gli ultimi successi di carriera: Giro del Piemonte, Escalada a Montjuich e, per il terzo anno consecutivo, la Japan Cup. L'anno dopo non andò oltre alcuni piazzamenti nelle classiche italiane e un secondo posto nella tappa di Briançon al Giro d'Italia; partecipò per l'ultima volta al Tour de France, facendo da gregario al giovane compagno di squadra Peter Luttenberger, e a fine stagione venne convocato in Nazionale — per l'ottava e ultima volta — per i campionati del mondo su strada di Lugano, piazzandosi tredicesimo. Al termine dell'annata, con la dismissione del team Carrera, seguì il direttore sportivo Davide Boifava tra le file della nuova formazione Asics-CGA.
Dopo aver conseguito solo alcuni piazzamenti (secondo al Giro di Sardegna, sesto al Giro delle Fiandre), in maggio al Tour de Romandie gli venne riscontrato un tasso di ematocrito di 51,8; venne perciò sospeso precauzionalmente dalla Federciclismo (che aveva posto un limite massimo di ematocrito di 50) per quindici giorni e non poté di conseguenza partecipare al Giro d'Italia. L'"incidente" si ripeté in ottobre, due giorni prima dei campionati del mondo di San Sebastián: nel controllo ematico obbligatorio pre-gara gli venne infatti riscontrato nuovamente un tasso di ematocrito superiore alla norma; dovette scontare per questo motivo una sospensione di trenta giorni, saltando la prova iridata. Rientrato alle corse, partecipò alla Vuelta a España piazzandosi appena fuori dalla "top 10", undicesimo. Nella sua ultima stagione da professionista, il 1998, gareggiò quindi con la divisa della Ros Mary-Amica Chips di Marino Basso: quell'anno fu ottavo alla Tirreno-Adriatico e concluse per la decima volta il Giro d'Italia, anche se in sessantesima posizione.

### Dopo il ritiro
Dopo il ritiro partecipò a una puntata speciale del programma televisivo Beato tra le donne VIP condotto da Paolo Bonolis su Rai 1, venendo però eliminato al primo turno insieme a Gian Piero Galeazzi. Nel 2006 partecipò al reality show di Rai 2 L'isola dei famosi: arrivò in finale, classificandosi secondo dietro al vincitore Luca Calvani. Per Radio 105 ha partecipato al Giro d'Italia 2008 in veste di commentatore a fine tappa, insieme a Paolo Condò de La Gazzetta dello Sport. Nel 2022 partecipa con un cameo al film Stessi battiti di Roberto Gasparro.
Nel 2023 si candida alle elezioni regionali in Lombardia, nella lista di Letizia Moratti, raccogliendo 121 preferenze.

## Palmarès
- 1984 (dilettanti)

Classifica generale Giro della Regione Friuli Venezia Giulia
Trofeo Pigoni e Miele
- 1989 (Carrera Jeans, due vittorie)

Coppa Placci
Giro del Piemonte
- 1990 (Carrera Jeans, due vittorie)

7ª tappa Parigi-Nizza (Tolone > Mandelieu-la-Napoule)
4ª tappa Settimana Siciliana (Siracusa > Biancavilla)
- 1991 (Carrera Jeans, sette vittorie)

4ª tappa, 1ª semitappa Setmana Catalana (Bellver de Cerdanya > Berga)
4ª tappa, 2ª semitappa Setmana Catalana (Avià >Santuari de la Mare de Déu de Queralt, cronometro)
Milano-Sanremo
3ª tappa Vuelta al País Vasco (Vitoria-Gasteiz > Ibardin)
Classifica generale Vuelta al País Vasco
13ª tappa Tour de France (Jaca > Val-Louron)
3ª prova Gran Premio Sanson
- 1992 (Carrera Jeans, sette vittorie)

Giro dell'Appennino
3ª tappa Giro del Trentino (Tione di Trento > Passo di Pampeago)
Classifica generale Giro del Trentino
13ª tappa Tour de France (Saint-Gervais-les-Bains > Sestriere)
Subida a Urkiola
3ª prova Gran Premio Sanson
1ª tappa Clásico RCN (Medellín > Medellín)
- 1993 (Carrera Jeans, sei vittorie)

14ª tappa Giro d'Italia (Corvara in Badia > Corvara in Badia)
17ª tappa Tour de France (Tarbes > Pau)
Classica di San Sebastián
Coppa Sabatini
Cronoscalata della Futa-Memorial Gastone Nencini
Japan Cup
- 1994 (Carrera Jeans, cinque vittorie)

4ª tappa Volta Ciclista a Catalunya (Lleida > Taüll)
Classifica generale Volta Ciclista a Catalunya
Tre Valli Varesine
3ª tappa Vuelta a Galicia
Japan Cup
- 1995 (Carrera Jeans, quattro vittorie)

Giro del Piemonte
1ª prova Escalada a Montjuich
Classifica Escalada a Montjuich
Japan Cup

### Altri successi
- 1987 (Carrera Jeans)

3ª tappa Giro d'Italia (Lerici > Lido di Camaiore, cronosquadre)
2ª tappa Tour de France (Berlino, cronosquadre)
1ª tappa Parigi-Nizza (Champigny-sur-Yonne, cronosquadre)
- 1990 (Carrera Jeans)

Classifica scalatori Parigi-Nizza
Classifica scalatori Giro d'Italia
Criterium di Grammont-Geraardsbergen
Criterium di Quilian
Criterium di Silea
- 1991 (Carrera Jeans)

Classifica punti Setmana Catalana
Classifica a punti Giro d'Italia
Classifica scalatori Tour de France
Premio della Combattività Tour de France
Draai van de Kaai
- 1992 (Carrera Jeans)

Classifica scalatori Giro d'Italia
Classifica scalatori Tour de France
Premio della Combattività Tour de France
Criterium di Tiel
Castillon la Bataille
Criterium di Bardolino
Criterium di La Leviere
Criterium di Emmen
Wielerronde van Boxmeer-Daags na de Tour
Gouden Pijl
- 1993 (Carrera Jeans)

Classifica scalatori Vuelta al País Vasco
Trofeo Bonacossa Giro d'Italia
Classifica scalatori Giro d'Italia
Criterium di Firenze
Criterium di Lamballa
Criterium di Lourdes
Criterium di Innsbruck
- 1994 (Carrera Jeans)

Classifica punti Vuelta a Galicia
Classifica scalatori Vuelta a Galicia
Classifica scalatori Tour de Romandie
Criterium di Monserrato
Criterium di Quillian
- 1995 (Carrera Jeans)

Classifica punti Vuelta a Valladolid
Classifica punti Corsa della Pace
Criterium di Monserrato
Criterium di Ganadia
Criterium di Lonate Pozzolo
Criterium di Nizza
Criterium di Klagenfurt
- 1998 (Ros Mary)

Criterium di Tolosa

## Piazzamenti

### Grandi Giri
- Giro d'Italia

1987: 48º
1988: 24º
1989: 46º
1990: 12º
1991: 2º
1992: 2º
1993: 3º
1994: 5º
1995: 4º
1996: ritirato (20ª tappa)
1998: 60º
- Tour de France

1989: 81º
1990: 2º
1991: 3º
1992: 2º
1993: 6º
1994: non partito (12ª tappa)
1995: 11º
1996: 37º
- Vuelta a España

1988: 26º
1997: 11º

### Classiche monumento
- Milano-Sanremo

1986: 85º
1989: ritirato
1991: vincitore
1992: 186º
1993: ritirato
1994: 37º
1995: 8º
1996: 98º
1997: 29º
1998: 27º
- Giro delle Fiandre

1989: 53º
1991: ritirato
1995: 4º
1997: 6º
- Parigi-Roubaix

1989: 28º
1990: 62º
- Liegi-Bastogne-Liegi

1987: 35º
1989: 41º
1990: 51º
1991: 35º
1992: 44º
1993: 6º
1994: 4º
1995: 7º
1996: 14º
1997: 17º
- Giro di Lombardia

1985: 25º
1986: 27º
1988: 9º
1989: 15º
1990: ritirato
1991: ritirato
1992: 2º
1993: 4º
1994: 2º
1995: 6º
1996: 21º

### Competizioni mondiali
- Campionati del mondo su strada

Chambéry 1989 - In linea: ritirato
Utsunomiya 1990 - In linea: 23º
Stoccarda 1991 - In linea: 17º
Benidorm 1992 - In linea: 21º
Oslo 1993 - In linea: 12º
Agrigento 1994 - In linea: 2º
Duitama 1995 - In linea: ritirato
Lugano 1996 - In linea: 13º
- Campionati del mondo di ciclocross

Pontchâteau 1989: 23º
Getxo 1990: 28º
Gieten 1991: 25º
Leeds 1992: 29º
- Coppa del mondo

World Cup 1990: 6º
World Cup 1992: 7º
World Cup 1993: 5º
World Cup 1994: 4º

## Riconoscimenti
- Giglio d'Oro nel 1992 e 1994
- Mendrisio d'Oro del Velo Club Mendrisio nel 1991
- Atena d'Argento nel 1992
- Premio Franco Ballerini nel 2023[15]